# Thibaudia aurantia
Thibaudia aurantia är en ljungväxtart som beskrevs av A. C. Smith. Thibaudia aurantia ingår i släktet Thibaudia och familjen ljungväxter. Inga underarter finns listade i Catalogue of Life.